# 2073
2073 (MMLXXIII) е обикновена година, започваща в неделя според Григорианския календар. Тя е 2073-тата година от новата ера, седемдесет и третата от третото хилядолетие и четвъртата от 2070-те.